# Franz Liharzik (Mediziner)

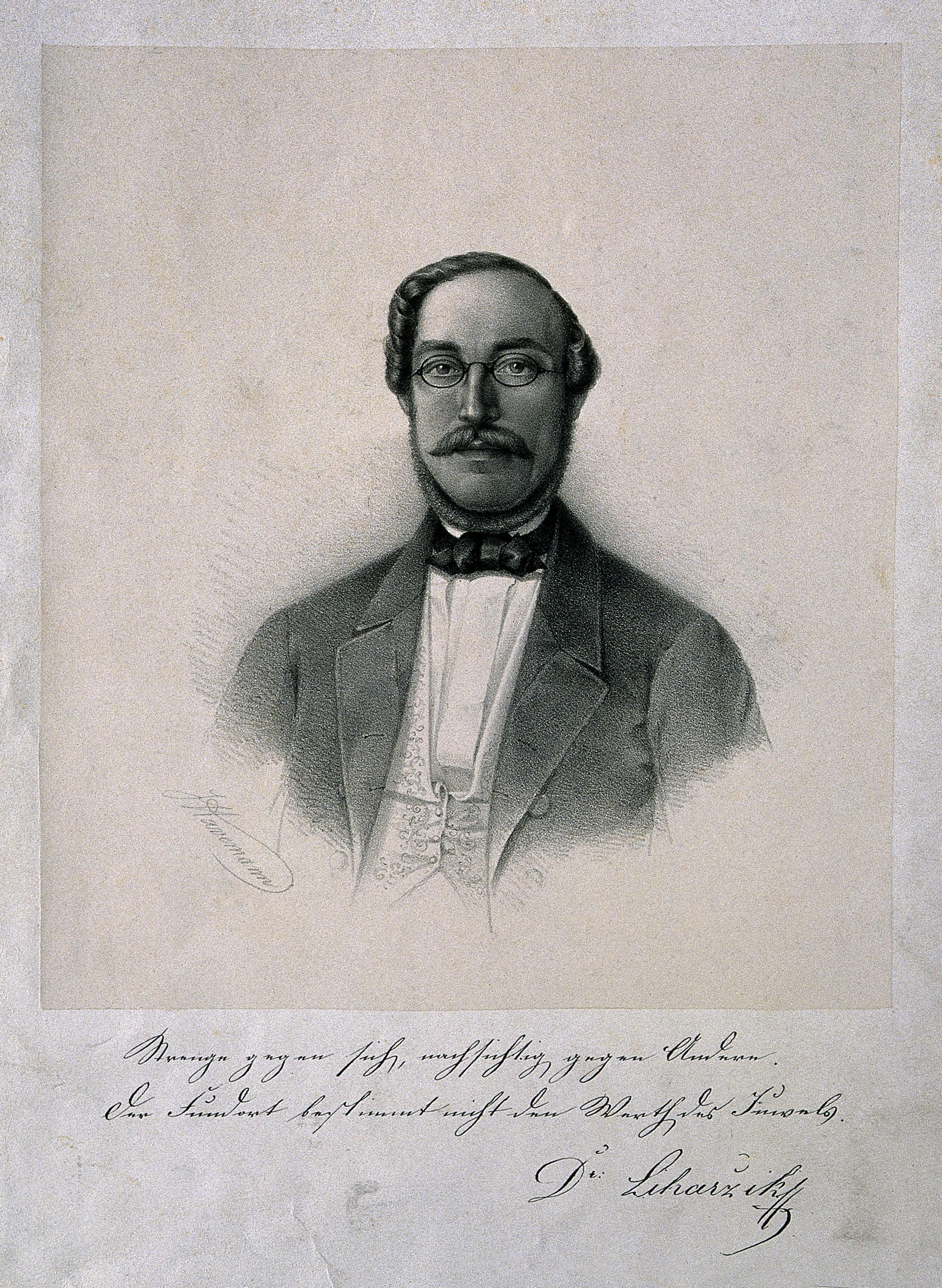
Franz Liharzik (1813–1866)

Franz Liharzik (* 25. November 1813 in Wallachisch Meseritsch, Markgrafschaft Mähren, Kaisertum Österreich; † 19. September 1866 in Wien) war ein Wiener Kinderarzt und Naturwissenschaftler (Naturforscher).

## Leben
Franz Liharzik studierte ab 1833 Medizin und Naturwissenschaften an der Universität Wien, erwarb 1839 den Magister der Augenheilkunde, promovierte 1839 zum Doktor der Medizin und der Geburtshilfe, 1840 zum Dr. der Chirurgie und wurde nach der zu dieser Zeit noch üblichen Grand Tour, die ihn nach Deutschland, Frankreich und England führte, Assistent des Wiener Geburtshelfers Raphael Ferdinand Hussian (1801–1869). Ab 1844 wandte er sich der Pädiatrie zu und übernahm in Wien die Leitung des Jahre zuvor von Leopold Anton Gölis in ein öffentliches Institut umgewandelten Kinderkranken-Instituts.
Franz Liharzik stellte eine Proportionslehre des menschlichen Körpers auf, teilte das Wachstum in 24 Abschnitte ein und dehnte dieses Wachstumsgesetz nach Forschungen an Früchten auch auf die Pflanzenwelt aus. Er beschäftigte sich intensiv mit alten Rechenmethoden und war überzeugt das Wesen des magischen Quadrats gefunden zu haben.
Franz Liharzik war Mitglied des Doktoren-Kollegiums zu Wien und wurde unter der Präsidentschaft von Carl Gustav Carus am 25. November 1863 unter der Matrikel-Nr. 2005 mit dem akademischen Beinamen Polycletus zum Mitglied der Kaiserlichen Leopoldino-Carolinischen Deutschen Akademie der Naturforscher gewählt.
Er war neben zahlreichen weiteren Auszeichnungen Ritter des mexikanischen Guadalupe-Ordens und des belgischen Leopoldordens und Inhaber der k. und k. goldenen Medaille für Kunst und Wissenschaft.
Der gleichnamige Eisenbahnfachmann und Abgeordnete zum Österreichischen Abgeordnetenhaus Franz Liharzik war sein Sohn.

## Schriften
- Inaugural-Dissertation über die natürliche Ernährung der Kinder. Carl Ueberreuter, Wien 1839 (MDZ)
- Das Gesetz des menschlichen Wachsthumes und der unter der Norm zurückgebliebene Brustkorb als die erste und wichtigste Ursache der Rhachitis, Scrophulose und Tuberculose. Carl Gerold's Sohn, Wien 1858 (archive.org)
- Das Gesetz des Wachsthumes und der Bau der Menschen. Wien 1862 (MDZ)
- Das Quadrat die Grundlage aller Proportionalitaet in der Natur und das Quadrat aus der Zahl Sieben die Uridee des menschlichen Körperbaues. Herzfeld & Bauer, Wien 1865 (books.google.de)